# Раса панів

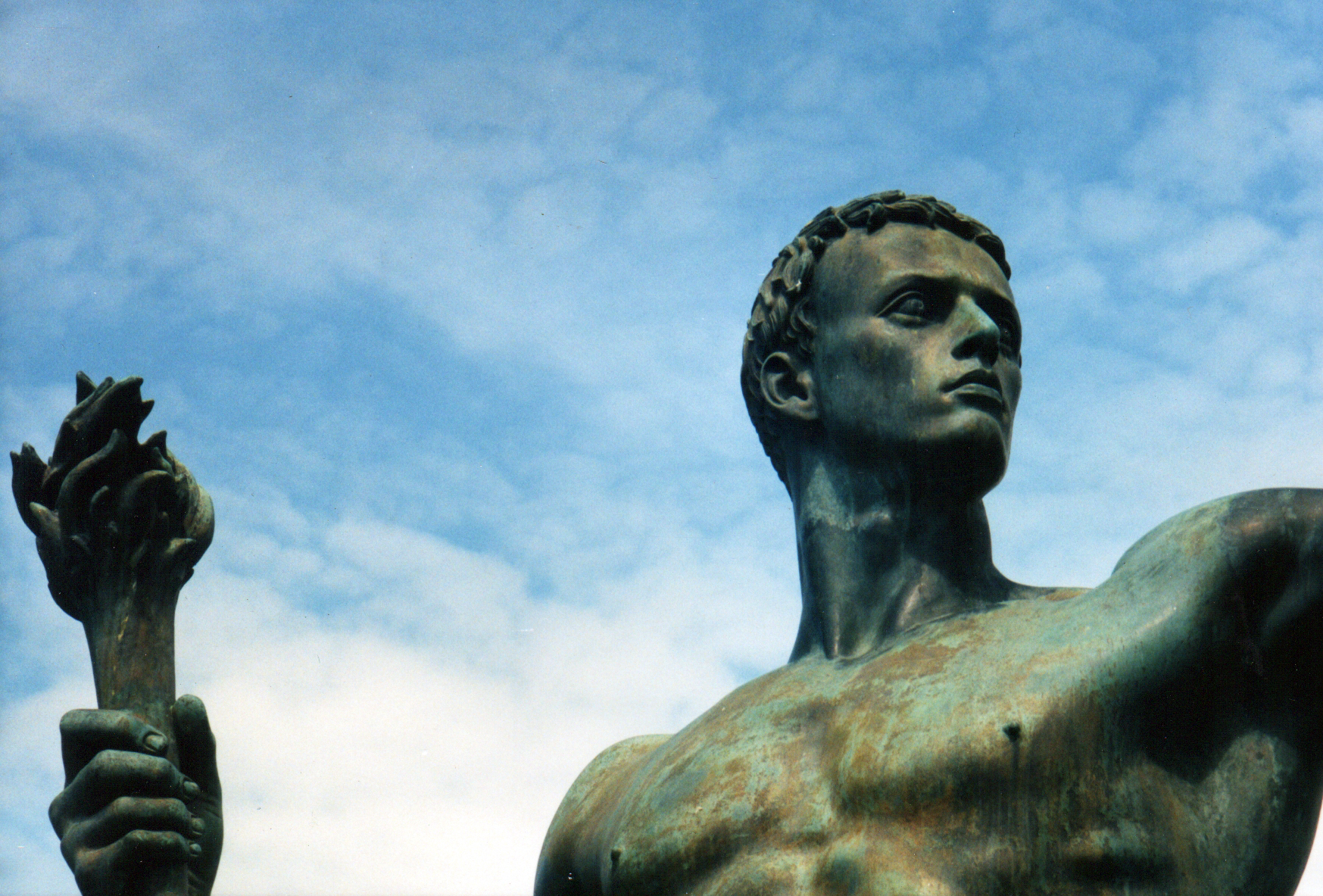
Неокласична скульптура Арно Брекера 1939 року Die Partei (Вечірка), яка обрамляла один із входів до спроектованої Альбертом Шпеєром райхсканцелярії в Берліні. Скульптура підкреслює те, що нацисти вважали бажаними «нордичними» расовими характеристиками.

Раса панів (нім. Herrenrasse) — псевдонаукова концепція в нацистській ідеології, в якій передбачувана «арійська раса» вважається вершиною людської расової ієрархії. Членів називали «Herrenmenschen» (Herrenvolk «великі люди» також «особливі люди», представники «раси панів»).
Нацистський теоретик Альфред Розенберг вважав, що «нордична раса» походить від «протоарійців», які, на його думку, доісторично мешкали на Північно-німецькій низовнині та, можливо, зрештою виникли на втраченому континенті Атлантиді. Нацисти проголосили, що арійці є вищими за всі інші раси, і вважали, що вони мають право територіально розширюватися. Фактична політика, яку проводили нацисти, вилилася в арійське свідоцтво. Цей документ, який вимагався за законом для всіх громадян Рейху, був «малим арійським свідоцтвом» (Kleiner Ariernachweis), і його можна було отримати через Ahnenpass, який вимагав від власника відслідковувати своє походження через хрещення, свідоцтва про народження або завірені доказ того, що всі бабусі та дідусі були «арійського походження».

## Історична довідка
Ранні спроби стверджувати про расовий поділ на «панів» і «рабів» або віру в те, що правлячий клас нації є біологічно вищим за своїх підданих, були зроблені у 18 столітті. Анрі де Буленвільє у своїй книзі «Історія стародавнього правління Франції» (опублікована посмертно в 1727 році) намагався довести, що у Франції знать представляла нащадків старого франкського правлячого класу, тоді як решта населення походила від підданих галлів. Тому протистояли дві якісно різні раси, і єдиним способом знищити перевагу франків було знищити їхню цивілізацію. Класичні ліберальні теоретики, такі як Волні та Сієс, дискредитували цю теорію, показавши, що французьке дворянство складалося здебільшого з нуворишів, які походили з усіх частин країни, і, отже, ідея расово чистого франкського походження була шахрайською.

## Євгеніка
Євгеніка стала відігравати видатну роль у цій расовій думці як спосіб покращити та зберегти чистоту арійської панівної раси. Євгеніка була концепцією, якої дотримувалися багато мислителів 1910-х, 1920-х і 1930-х років, таких як Маргарет Сенгер, Марі Стоупс, Герберт Веллс, Вудро Вільсон, Теодор Рузвельт, Медісон Грант, Еміль Золя, Джордж Бернард Шоу, Джон Мейнард Кейнс, Джон Гарві Келлог, Лайнус Полінг і Сідні Вебб.
Сучасна концепція панівної раси, як правило, походить від расової теорії 19-го століття, яка встановлювала ієрархію рас, засновану на темному кольорі шкіри. Ця концепція 19-го століття була спочатку розроблена графом Джозефом Артуром де Гобіно. Основна концепція Гобіно, удосконалена та розвинута в нацизмі, помістила чорних корінних австралійців та екваторіальних африканців на дно ієрархії, тоді як білих північних та західних європейців (які складалися з німців, шведів, ісландців, норвежців, датчан, британців, ірландців, голландська, бельгійська та північнофранцузька) були розміщені на його вершині; білі південні європейці з оливковою шкірою (які складалися з південних французів, португальців, іспанців, італійців, румунів і греків, тобто тих, кого називали середземноморською расою, вважалися іншою підрасою європеоїдної раси) і поміщали в її верхню частину. середні чини; а семітська та хамітська раси (передбачувані підраси європеоїдної раси) були поміщені в його нижчі середні ряди (оскільки євреї були семітами, нацисти вважали, що їх кмітливість робить їх надзвичайно небезпечними — у них був власний план щодо єврейського світу панування, змова, проти якої повинні були виступити всі розумні арійці). Слов'яни, такі як поляки та росіяни, не вважалися арійцями; і також не були члени монголоїдної раси (включаючи її відгалуження, такі як малайці, американські індіанці) і люди змішаної раси, такі як євразійці, бронзові метиси, мулати, афроазіати та замбо були розміщені в його нижньому середньому відрізку. Проте японці вважалися почесними арійцями.

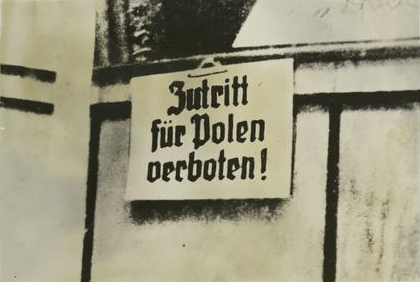
Німецьке попередження в окупованій нацистами Польщі 1939 р. – «Полякам вхід заборонено!»